# La Galerie France 5
La Galerie France 5 est une émission française diffusée sur France 5 le dimanche matin de septembre 2012 à décembre 2015. Elle est spécialisée dans l'actualité artistique et est présentée par Laurence Piquet.

## Contenu
La Galerie France 5 est une émission culturelle où des reportages ou un documentaire sont diffusés, leur sujet est principalement la peinture, la sculpture et les objets d'art. Ensuite la présentatrice Laurence Piquet se rend dans des musées ou d'autres lieux pour présenter une exposition en lien avec le reportage diffusé. Bien que surtout axé sur les beaux-arts, le sujet de certaines émissions peut être parfois la musique ou le cinéma.

## Critiques
En novembre 2013, Le Figaro note : « Qu'elle revisite Les Tontons flingueurs, découvre l'art kanak ou ressuscite Cocteau, Laurence Piquet met l'art à la portée de tous dans ce magazine composé d'un documentaire et d'interviews. Sans étaler sa culture - la journaliste possède une maîtrise en histoire de l'art -, avec naturel et intelligence ».